# 坂本村 (岐阜県恵那郡)
坂本村（さかもとむら）は、かつて岐阜県恵那郡にあった村である。
旧中山道沿いの村であり、現在の中津川市の西南部、木曽川の南岸に該当する。
村名は、坂本神社に由来する。

## 大字・小字
- 大字:千旦林（せんだんばやし）
- 小字:
- 上見（あげみ）、芦学（あしがく）、足沢（あしざわ）
- 五ツ峯（いつつみね）、一本木平（いつぽんぎだいら）、乾林（いぬいばやし）、岩屋堂（いわやど）
- 後屋（うしろや）、馬見岩上（うまみいわうえ）、馬見岩平（うまみいわだいら）
- 樫ノ木（かしのき）、鍛治屋平（かじやだいら）、上県（かみがた）
- 北原（きたはら）
- 源済（げんさい）
- 小石塚（こいしづか）
- 坂本（さかもと）、山堺（さんかい）
- 空見（そらみ）
- 竹ノ腰（たけのこし）
- 茶臼（ちやうす）
- 辻原（つじはら）
- 道泉（どうせん）、樋泉（といずみ）
- 中平（なかだいら）、中根（なかね）、中原（なかはら）
- 西垣外（にしがいど）、西林（にしばやし）
- 沼尻（ぬまじり）
- 日向平（ひなたびら）、広久手（ひろくて）、広沢（ひろさわ）
- 福田（ふくでん）
- 洞垣外（ほらがいど）
- 松本（まつもと）、丸岩（まるいわ）
- 三津屋（みつや）
- 横打（よこうち）、与ケ根（よつかね）
- 六地蔵（ろくじぞう）

（過去に存在した小字）
中洗
- 大字:茄子川（なすびがわ）
- 青木（あおき）、赤沼（あかぬま）
- 上畑（うわばた）
- 大沼（おおぬま）、桶田（おけだ）
- 金屋（かなや）、上諏訪（かみすわ）
- 絹屋（きぬや）
- 鯉ケ平（こいがひら）、庚申前（こうしんまえ）
- 坂本（さかもと）
- 下諏訪（しもすわ）、下畑（しもはた）
- 長連寺（ちようれんじ）
- 筑田（つくだ）、堤下（つつみした）、津戸井（つどい）
- 中垣外（なかがいと）、中島（なかしま）、通（なかどうり）、中畑（なかばた）
- 西通（にしどうり）
- 野畔（のぐろ）、野田（のだ）
- 東通（ひがしどうり）、広久手（ひろくて）
- 二ツ岩（ふたついわ）
- 鳳雲奄（ほううんあん）、坊太郎（ぼうたろう）、堀田（ほつた）
- 前田（まえだ）
- 明光保（みようこうぼ）
- 湯南（ゆなん）

（過去に存在した小字）
諏訪の前、中町、東町、中切、下洗

## 歴史
- 平安時代から恵那郡遠山荘の一部。戦国時代末期まで、この地域は地頭遠山氏の所領。遠山氏は千旦林城を築いて統治。
- 室町時代応仁の乱の時、信濃国松尾城主の小笠原家長と木曽の豪族木曾家豊が恵那郡に侵入。文明5年（1473年）から天文元年（1532年）の数十年間小笠原氏が恵那郡中部を支配。しかし天文2年（1533年）以降になると小笠原氏は家中の内紛により勢力が弱まり、遠山氏が恵那郡中部を奪還。
- 戦国時代末期は、遠山氏の家臣の吉村源斎が千旦林城主であった（現在の源斎岩のあたりにも砦があったという）。吉村源斎は知謀に優れ、かつ、すこぶる強力であった。武田信玄は、その名を聞き家臣になるように招いたが応じなかったため、攻め滅ぼされたと伝えられている。
- 江戸時代千旦林村は尾張藩領。茄子川村は尾張藩領と旗本茄子川馬場氏の領地に分かれていた。
- 慶長9年(1604年)2月の江戸幕府の命により千旦林三ツ家の中山道に一里塚が設置された。
- 千旦林三ツ家の中山道の北に「ショウグン塚」と呼ばれ五輪塔があり、ここより西には「将監乗馬の塚」があり、地名を「岡田ヶ峰」という。ここは江戸幕府の美濃代官であった岡田将監(岡田善同)の関係する場所であったと考えられる。
- 1897年（明治30年）4月1日 - 茄子川村と千旦林村が合併し、坂本村となる。
- 1907年（明治40年） - 村立千旦林尋常小学校、村立茄子川尋常高等小学校が合併、村立坂本尋常小学校が開校[2]。
- 1909年（明治42年） - 郵便事業が開始される[2]。
- 1911年（明治44年） - 中央本線が当村を縦断[2]。
- 1917年（大正6年） - 美乃坂本駅設置[2]。
- 1920年（大正9年） - 電信・電話が開設される[2]。
- 1947年（昭和22年）4月 - 村立坂本中学校が開校[3]。
- 1954年（昭和29年）7月10日 - 中津川市に編入される。

## 経済
1905年当時、住民の9割ほどが農業に従事しており、その5割が養蚕業に従事していた。1902年から1915年にかけて旧千旦林村域北部に溜池が3つ完成し。県内各地から150戸ほどの入植者を集めた。

## 交通機関
- 国鉄中央本線
  - 美乃坂本駅

## 教育
- 坂本村立坂本小学校（現・中津川市立坂本小学校）

1907年、坂本村立千旦林尋常高等小学校と坂本村立茄子川尋常高等小学校が合併して坂本村立坂本尋常小学校が誕生。1941年、国民学校令により坂本村立国民学校となる。上の名称は戦後のものである。
- 坂本村立坂本中学校（現・中津川市立坂本中学校）

## 人口
- 1905年：3,309人
- 1927年：4,602人
- 1936年：5,222人

## 神社・仏閣
- 八幡神社
- 諏訪神社
- 大林寺
- 源長寺

## 観光など
- 恵那峡
- 保古の湖
- 源斎岩（源済岩）
- 千旦林城